# Neuf-Église
Neuf-Église ist eine französische Gemeinde (commune) mit 320 Einwohnern (Stand 1. Januar 2022) in der Region Auvergne-Rhône-Alpes (vor 2016 Auvergne) im Département Puy-de-Dôme. Die Gemeinde gehört zum Arrondissement Riom und zum Kanton Saint-Éloy-les-Mines (bis 2015 Menat).

## Lage
Neuf-Église liegt etwa 31 Kilometer nordwestlich von Riom. Umgeben wird Neuf-Église von den Nachbargemeinden Menat im Norden und Osten, Ayat-sur-Sioule im Süden und Südosten, Sainte-Christine im Süden und Südwesten, Teilhet im Westen sowie Youx im Nordwesten.

## Bevölkerungsentwicklung
| Jahr                       | 1962 | 1968 | 1975 | 1982 | 1990 | 1999 | 2006 | 2013 |
| Einwohner                  | 485  | 425  | 337  | 304  | 281  | 272  | 285  | 306  |
| Quellen: Cassini und INSEE |      |      |      |      |      |      |      |      |

## Sehenswürdigkeiten
- Kirche Saint-André
- Brunnen Saint-Roch

## Persönlichkeiten
- Henri Lecoq (1802–1871), Botaniker